# أحمد بيرم
أحمد بيرم، ولد عام 1875 في تونس وتوفي عام 1937 في تونس، هو عالم إسلامي تونسي.
ولد في عائلة بيرم وهم من أعيان تونس ذوي الأصول التركية، مؤلفة من كبار رجال الدين، وهو نجل شيخ الإسلام محمد بيرم.
بعد دراسته في الزيتونة، أصبح عدل إشهاد في 1892 وأستاذ (مدرس) للحنفية للمستوى الدراسي الثاني والأول في 1897. في عام 1900، أصبح إمام جامع صاحب الطباع ثم مفتي الحنفية في تونس. في عام 1911 أصبح هو نفسه شيخ الإسلام للبلاد حتى إقالته عام 1933.